# Papež Gregor XIV.
Papež Gregor XIV. (rojen kot Niccolò Sfondrati), italijanski rimskokatoliški duhovnik, škof, kardinal in papež, * 11. februar 1535, Somma Lombardo (Vojvodina Milan, danes: Italija); † 16. oktober 1591 Rim (Papeška država danes: Italija)

## Življenjepis
Nikolajev očeta Francesco Sfondrati (tudi Sfondrato - 1493-1550) je bil milanski senator pri Francescu Sforzu in pravnika. Njegova žena, plemkinja Ana Visconti  (1488-1543), je umrla na porodu pri prvem v zgodovini znanem carskem rezu. Po njeni smrti  je imenoval Frančiška Pavel III. 1544 za kardinala. Sin Nikolaj  se je rodil 11. februarja 1535 v kraju Somma Lombardo (tudi: Somma Lombarda) v Milanski vojvodini, danes Italija. Pradedovski grad predstavlja tudi danes izredno očarljvo znamenitost. Študiral je na univerzah v Perugii in Padovi, doktoriral pa iz obojnega prava na Univerzi v Paviji. Po očetovi smrti 1550 ga je Filip II. postavil za milanskega senatorja. Za duhovnika je bil posvečen 1551; 12. marca 1560 je postal škof v Cremoni. Nekaj mesecev po vrnitvi s koncila je sklical prvo škofijsko sinodo po določilih Tridentinskega koncila za 5. do 6. junij 1564. 
Delo na vesoljnem cerkvenem zboru je bilo za mladega škofa ugodna priložnost, da se izkaže pred papežem, kardinali in zlasti pred Karlom Boromejskim v smislu povišanja v kardinalstvo; v tem ga je podpiral brat Paolo, takrat živeč v Rimu. V začetku je njegovo delo vzbujalo upanje na uspeh; zaradi hudega nasprotovanja spomladi 1562 glede obveznega škofovega bivanja v domači škofiji mu je škrlat ušel. Sfondrati je dejal bratu: »Resnica v Božji službi ima prednost pred katerimkoli mojim osebnim ozirom«. Zagovarjal je namreč obveznost rezidence v nasprotju z Rimsko kurijo kot Božjo zapoved; oni pa so menili, da to izhaja iz papeške oblasti. Ravnal pa je modro: izogibal se je prepirov in njegovega dela na koncilu niso več kaj dosti upoštevali. Ko je torej sodeloval na koncilskih sejah 1561-1563, se je kljub hudim nasprotovanjem urpešno zavzemal za dosledno prepoved uživanja več nadarbin hkrati.
Za kardinala-duhovnika pri Santa Cecilia ga je imenoval šele Gregor XIII. 12. decembra 1583. 
Od svoje mladosti je bil mož pobožnosti in mrtvičenja. Pred vstopom v cerkveno službo je bil stalen tovariš svetega Karla Boromejskega; ko je pa postal kardinal, je bil pristen prijatelj svetega Filipa Nerija, čigar svetniško življenje je želel posnemati. Tudi sam je bil pravi asket; ljudje so ga spoštovali kot svetniškega moža.

## Papež

### Dolgkonklave
Že med kratko boleznijo Urbana VII. so se začela posvetovanja o volitvah naslednika, ne brez španskega vpliva; med drugimi je računal na izvolitev tudi škrlatnik Simoncelli, v čigar prid naj bi nastale znamenite Malahijeve prerokbe o papežih. On je bil glede volitev najbolj izkušen, saj je bil navzoč že na šestih konklavih. 
Glede na nekatera poročila je bil najresnejši kandidat Sfondrato, ker je imel najmanj sovražnikov; bil pa je komaj 55-leten. Večno mesto v tem času ni doživljalo hujših pretesov, le ponoven nastop okoliških tolp, ki jih je Sikst V. komaj uspel ukrotiti, je vzbujal zaskrbljenost. Kardinalski zbor je zato najel tisoč vojakov za zavarovanje mestnih stražnih stolpov. Dejstvo, da so vstopili v konklave skoraj isti kardinali kot pri prejšnjem, je dajalo upanje, da bodo volitve hitro končane, a se je zgodilo ravno nasprotno: zelo so se zavlekle. 6. oktobra so se vrata za škrlatniki zaprla: vstopilo je 53 kardinalov, a iz različnih razlogov jih je manjkalo 12. Sredi novembra so začele okoli Rima razsajati tolpe, španska stranka pa se je odločila za Paleotta, ki je dobil 4. decembra 33 glasov in so mu manjkali le še trije. Ponoči pa je nastopil preobrat: 5. decembra zgodaj zjutraj so per acclamtionem izvolili Sfondrata za novega papeža. Iz hvaležnosti, da ga je Gregor XIII. izmenoval za kardinala, si je nadel ime Gregor XIV.
Po najkrajšem pontifikatu v zgodovini in nenadni smrti za malarijo Urbana VII. dne 27. septembra 1590 se je torej konklave zavlekel čez 2 meseca in iz njega izšel Nikolaj Sfondrati; 8. decembra 1590 je bil ustoličen in kronan kot 229 papež in 137. vladar Papeške države. Novi papež si ni želel tiare. Kardinal Montalto, ki je na predvečer prišel v njegovo sobico, da bi ga obvestil, da se kardinalski zbor strinja z njegovo kandidaturo, ker ga bodo naslednji dan soglasno izvolili, ga je našel klečečega v molitvi pred razpelom. Ko so ga naslednjega dne res izvolili, je izbruhnil v jok in dejal kardinalom: »Bog naj vam odpusti! Kaj ste vendar storili?« Da se izvolitvi ne bi mogel ustavljati, ker ni hotel hoditi, so ga posadili na posebno nosilnico, sedia gestatoria, in ga kljub nasprotovanju odnesli med vzklikanjem ljudstva, ki mu je želelo dolgo vladanje, v vatikansko baziliko. Ta dogodek je najbrž prispeval k redni uvedbi sedia gestatoria, na kateri so potem papeže prenašali k bogoslužnim opravilom v cerkev sv. Petra vse do Pavla VI., ki je to navado 1963 odpravil. Privzel si je ime Gregor XIV.; kronan in ustoličen je bil 8. decembra, a Lateran je vzel v posest 13. decembra 1590.

### Ponesrečena politika
Gregorjevi predniki so se trudili za dosego in vzdrževanje krhkega ravnotežja med evropskimi velesilami, zlasti med katoliško Španijo in Francijo. Gregor se je popolnoma postavil zoper francoskega kralja. Kakor hitro je postal papež, je krepko podprl „francosko zvezo” zoper Henrika Navarskega, ki ga je že Sikst V. 1585 razglasil za heretika-hugenota in s tem izključil od možnosti nasledstva, kajti francosko ljudstvo je bilo večinsko katoliško in je k uporu spodbujal tudi Francoze. Henrik je razglasil 4. avgusta 1589, da hoče postati katoličan in zaščititi katoliško vero v Franciji, vendar svoje obljube do nastopa Gregorja XIV.  5. decembra 1590 še ni izpolnil niti ni dajal upanja na kaj takega v prihodnosti. Papeža je pri vojaških naporih za Henrikovo strmoglavljenje podpiral tudi Filip II.. Papež je v svoji buli pariški sinodi z dne 1. marca 1591 Henrika ponovno izobčil ter razrešil podložnike pokorščine heretičnemu kralju, zoper katerega je poslal svojega nečaka Ercola Sfondratija na čelu vojske, vendar mu vojna sreča ni bila mila; v svojem ravnanju je le-ta bil nespreten in svojeglav, da je bilo dejanje obsojeno na neuspeh, ki ga papež ni doživel, ker je medtem že umrl.

## Dela
- »Documenta Catholica Omnia« (v latinščini). Pridobljeno 6. decembra 2011.

### Bulein odloki
- 18. februarja 1591 je Gregor XIV. potrdil red chierici regolari minori in jim podelil enake privilegije kot so jih imeli teatinci;
- V svoji buli "Cogit nos" z dne 21. marca 1591 je prepovedal pod kaznijo izobčenja stave na izvolitev papeža, dolgost papeževanja ali imenovanja novih škrlatnikov.
- V odloku z dne 18. aprila 1591 je ukazal, da morajo gospodarji povrniti po možnosti vso škodo, ki so jo storili Indijancem in da morajo osvoboditi vse sužnje na otokih.
- 24. maja 1591 je objavil papeško bulo Cum alias o pravici do zatočišča (azila) v cerkvah in na svetih mestih. Listina se je sicer nanašala samo na cerkvene prostore; vendar so njeno vsebino polagoma osvojile vse omikane države na svetu;
- 2.septembra 1591 je z bulo Illius qui pro gregis povzdignil na čast reda kongregacijo očetov kamilijancev,[13] ki jo je ustanovil sveti Kamil de Lellis. Poleg treh slovesnih zaobljub se še zaobljubijo, da bodo skrbeli za duhovno in telesno dobro bolnikov - tudi okuženih. S tem jim je hotel dati priznanje, ker so se izredno izkazali med ujmo in kugo, ki je prizadela Rim 1590.
- Gregor XIV. Je imenoval pet kardinalov, med katerimi tudi nečaka Paola Camilla Sfondratija. Zaman je poskušal pregovoriti skromnega Filipa Nerija, naj sprejme škrlat;
- V buli Sedes apostolica z dne 1. junija 1591 izobčuje tiste, ki bi izvršili umor človeka, a temu prišteva tudi tiste, ki bi povrzočili ali sodelovali pri izvršitvi splava (abortus). Sledeč Aristotela razlikuje med oduševljenim (animated) in neoduševljenim (unanimated) zarodkom. Prvi mu je zločin, kot umor človeka, drugi pa velik greh, ki ne podleže izobčenju. Za oduševljenega oziroma oživljenega šteje zarodek, ko se začne gibati in torej tudi na zunaj daje znamenja življenja. Ta zakonodaja in razlikovanje je ostalo v veljavi vse do Pija IX. 1869, ki je učil, da podležejo izobčenju sodelavci namernega splava že od spočetja naprej, ko Bog ustvari dušo.[14][15]
- Ustanovil je komisijo, ki naj bi znova predelala sikstinsko sveto pismo (Vulgato), ki je imelo toliko tiskovnih in drugih napak, da so jo morali takoj po Sikstovi smrti umakniti iz obtoka; tozadevno sejo so imeli 7. februarja 1591. Druga komisija je nadaljevala pripravo brevirja; zasedala je 21. aprila 1591. Zaradi številnih Vulgatinih napak je bilo katoliško izobraženstvo zmedeno, protestanti pa so se škodoželjno norčevali. Robert Belarmin, ki je moral v času Siksta V. zapustiti Rim, se je vrnil; preudarno je svetoval novemu papežu, naj ne prepove biblije, ampak naj jo da popravit, kjer je mogoče; odkupi naj vse izvode iz obtoka; pojasni naj, da vse napake izhajajo od tiskarjev in drugih sodelavcev, brez omembe Siksta V. Zbral je celo skupino učenjakov v posebno stavbo na Sabinskem gričevju, ki je neutrudno popravljala sveto besedilo.[16][17]

## Smrt in spomin
Življenjepisci omenjajo nenavadno osebnostno potezo Gregorja XIV: imel je živčno nagnjenje k smehu, ki ga je včasih hudo obvladal; tako ga je bilo mogoče opaziti celo med kronanjem. Kmalu po izvolitvi je papež hudo zbolel. Ko je 1591 čutil, da bo umrl, se je dal prenesti v Beneško palačo (=Palazzetto Venezia) v upanju, da si bo opomogel. Visoka lesena ograja je utišala hrup – vendar mu mir ni več pomagal. 
Campana poroča, da so za ublažitev bolečin bolniku drobili v prah drage kamne in mu jih dajali. Muratori pripominja: »Ta dobri papež je bil tedaj obkrožen z neumnimi zdravnki ali grešnimi ministri.« Papež je kmalu podlegel močnim bolečinam in umrl v Rimu, dne 16. oktobra 1591, zaradi ledvičnih težav oziroma ledvičnega kamna, ki je bil težak 70 gramov.

### Preprosta grobnica
Pokopali so ga v Vatikanu, v Baziliki sv. Petra, proti sredini Gregorijanske kapele, blizu Gregorja XIII., v grob čisto brez okrasov.
Nagrobni spomenik Gregorja XIV. je eden najmanj obdelanih v Baziliki in obstoji iz niše postavljene v zidu, s preprostim sarkofagom spodaj in s posvetilnim napisom. Della Porta je napravil načrt in napis, a kip je napravil Breški. 
Papežev grb, ki ga podpirata angela, krona obok; dva druga grba in ženski osebi sta ob strani: vera (levo) in veda ali pravica (desno); pravokotna polja krasijo enobarvne freske. Papež ni dobil spomenika, ker ni bil priljubljen med ljudstvom, ko je zaradi vojskovanja izpraznil cerkveno blagajno, kar je pripeljalo do lakote. Opaziti je mogoče nenavaden napis XIIII namesto XIV, ker gre za že uporabljeni nagrobnik Gregorja XIII., ki so ga malo preuredili za novega lastnika.

### Ocena
- Nikolaj Sfondrati se je rodil v Somma Lombardo (tudi: Somma Lombarda); zato ga imajo mnogi za Milančana; vendar je bil njegov oče in predniki iz Cremone. Torej ima prav Annuario Pontificio, ki ga označuje di Cremona (iz Kremone). Bil si je domač in hišni prijatelj s Karlom Boromejskim; pod njegovim vplivom se je odločil za cerkveno službo; ne vemo točno kdaj, niti ali je bil škofijski ali redovni duhovnik. 15. februarja – po drugih 12. marca 1560 – je postal kremonski škof. Vedno se je obnašal zelo ponižno, tudi kot kardinal. Vedno je bival v Cremoni, razen izjemoma, kadar je potoval v Rim na konklave ali zaradi kongregacijskih obveznosti. Nedvomno je bil največja zgodovinska osebnost kremonske Cerkve.[25]
- V svoji kremonski škofiji se je goreče dal na uresničevanje tridentinskih smernic in odlokov, zlasti ustanavljanje semenišč in dušnopastirske obiske v vseh župnijah škofije; v svojih tridesetih letih škofovanja je sklical tri sinode. Očitna je bila njegova obnovitvena pripravljenost, čeprav je ni vedno spremljalo zdravje in odločen značaj, ki bi bila potrebna za odpravo odpora, ki ga je duhovščina nudila zoper zahtevane spremembe. Karel Boromejski, škof bližnje milanske škofije, mu je bil vedno prijatelj in vzor vreden posnemanja.[26]
- Papeževanje Gregorja XIV. je bilo eno od najmanj priljubljenih in neuspešnih v zgodovini, zlasti zaradi svojeglavosti njegovega nečaka-državnega tajnika, kar je pripeljalo do kuge, pomanjkanja hrane in nezakonitosti v Rimu. Kljub svojim 55 letom je bil telesno šibek in pogosto bolan. Njegova bolehnost in negotovost glede vodenja cerkvenih zadev ga je nagnila, da je imenoval svojega 29-letnega nečaka, Paola-Emilija Sfrondratija za državnega tajnika. Paolo pa je bolj skrbel za blaginjo svoje lastne družine kot za blagor Cerkve, kar so mu drugi škrlatniki hudo zamerili. On je tudi stavil na papeške volitve, dolžino pontifikata ali imenovanja novih kardinalov, da je to moral pod kaznijo izobčenja papež prepovedat.[24]

## Malahijeve prerokbe
V času sedisvakance – ki je sledila smrti Urbana VII. – so po vsej verjetnosti nastale znamenite Malahijeve prerokbe, ki jih je potem benediktinec Wion (1554-1610) v svojem delu Lignum vitae, zbirki legend, objavil 1595. Namen prerokb, ki podajajo v 111 oziroma 112 kratkih reklih značilnosti papežev od Celestina II. (1143-1144) pa vse do zadnjega papeža, je prav tako nejasen kot tudi osebnost izdajatelja. Pred seboj imamo pač ponaredek, ki nima s svetim Malahijom, nadškofom v Armaghu, nobene zveze.
Razpon mnenj o tem delu je tako različen, da se giblje od popolnega zavračanja, prek večjega ali manjšega sprejemanja, pa vse do mnenja, da gre le za duhovito šalo svetega Filipa Nerija (1515–1595), ki je umrl ravno v letu prve objave prerokb. 
- Delo je brez vsake zgodovinske verodostojnosti in je ponaredba iz leta 1590 – po smrti Urbana VII. – torej 400 let po Malahijevi smrti. Nastalo je v težnji, da bi z njim podprli izvolitev kardinala Simoncellija (1522–1605) iz Orvieta za papeža.[28]
- »Ponaredbo« je treba razumeti v takem smislu, da kljub navedbi, češ da izhajajo prerokbe od svetega Malahija, izhajajo pravzaprav šele od nekega neznanega prireditelja iz leta 1590, ki jih je izdal 1595. Iz tega sledi, da prejšnje papeže opisujejo za nazaj in si zato lahko privoščijo opise, ki so na splošno zelo natančni. Po tem letu ni več dodane razlage, ampak le suho geslo; doslej avtor ni posploševal, kot se mu je to dogajalo od tega časa naprej. Toliko bolj presenečajo nekateri zadetki kot npr. za Pavla VI. (1963-1978), da je flos florum – in je res imel v grbu tri lilije. Cerkev je postopala previdno ter preudarno in se o teh prerokbah ni izrekla; zato je vsakomur, tudi katoličanu, dano na voljo, da si glede njih ustvari svoje lastno mnenje. Kar se pa tiče njihovega naziva, bi namesto Malahijeve prerokbe oziroma Prerokbe svetega Malahija o papežih bolj ustrezal naziv Psevdo-Malahijeve prerokbe, kar bi zlahka odpravilo glavni očitek.
- Prerokbe je dal na papir neznan avtor vsekakor med leti 1590 in 1595. Trdovratno se vsiljuje domneva, da je to bil sveti Filip Neri, utemeljitelj oratorijancev in ena najpomembnejših osebnosti katoliške obnove po protestantskem cerkvenem razkolu. Predvsem zaradi njegove šaljive narave so Filipa poznali tudi kot »Božjega norca«. V njegovem življenjepisu beremo, da je imel dar prerokovanja; večkrat je tudi prerokoval glede papeških kandidatov, in so se njegove napovedi redno uresničevale: prav »njegov« kandidat je izšel iz takratnih pogostnih konklavov.
- O verodostojnosti prerokb, o katerih nimamo ohranjenega nikakršnega izročila razen Wionove tiskovine, so takoj podvomili. Iz leta 1689 izhaja prvi nasprotni spis francoskega jezuita Clauda-Françoisa Ménestrierja, kar pa ni prav nič oviralo njihovega širjenja. V vsaki naslednji novi izdaji so bili – seveda vzvratno – izrecno omenjena medtem končana papeževanja.[29] Pomen mnogih prerokb je raztolmačen, za nekater pa še ne obstaja zadovoljiva razlaga.[30]
- Gre za prerokbe, ki v malo besedah opisujejo na skrivnosten način vsakokratnega papeža in njegovo papeževanje. Končujejo se s Petrom Rimskim. Med temi starimi in novimi prerokbami opažamo popolno soglasje.[31]
- Prerokbe posebno burijo domišljijo zadnje čase, saj naj bi bil po eni razlagi zadnji papež v nizu Peter Rimski istoveten s papežem Frančiškom. Zato je ob njegovem nastopu po družbenih občilih kar mrgolelo naslovov v tem slogu: »Prerok je napovedal: To bo zadnji papež.«[32] - ali pa: »Naslednji papež (po nepričakovanem odstopu Benedikta XVI. 2013) je poslednji; sledi sodni dan.«[33]

### Ex antiquitate Urbis
Malahijeva prerokba pravi o papežu Gregorju XIV., da izhaja Iz starosti mesta oziroma Iz starega mesta; (latinsko Ex antiquitate Urbis; angleško Of the antiquity of the city / From the old city). 

Avtor prerokb je utegnil namigniti, da je za naslednika Urbana VII. določen kardinal Simoncelli, ki je bil rodom iz Orvieta – a temu mestu pravijo po latinsko Urbs vetus, tj. Staro mesto. 

Za papeža vendarle ni bil izvoljen Simoncelli, ampak Sfondrati, ki si je privzel ime Gregor XIV. Zagovorniki prerokb so to poskušali tudi to uskladiti s prerokbo z opombo, da je bil oče Gregorja XIV. senator starega mesta Milana, in da tudi beseda "senator" izhaja iz latinske besede senex, kar pomeni starec, ali pa, da je Milano tisto "staro mesto", saj je bilo utemeljeno že okoli 400 pr. n. št. Prerok do 1590 ni poznal kakih ohlapnih posploševanj, kar se mu je pozneje primerilo.